# Vaxspindlar
Vaxspindlar (Steatoda) är ett släkte av spindlar som beskrevs av Carl Jakob Sundevall 1833. Vaxspindlar ingår i familjen klotspindlar.

## Bildgalleri

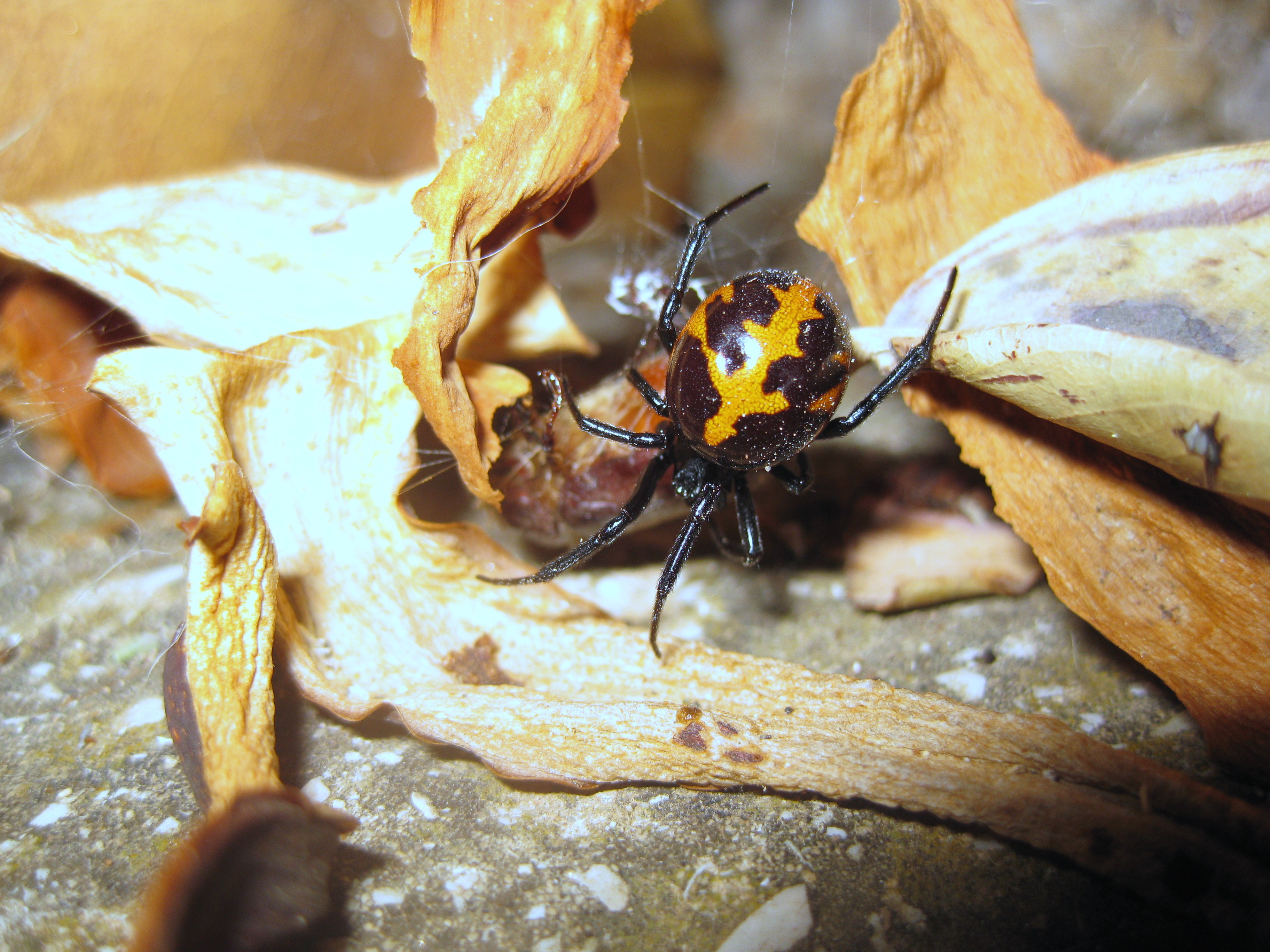
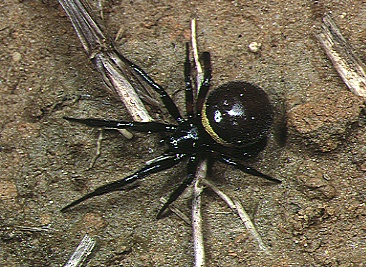
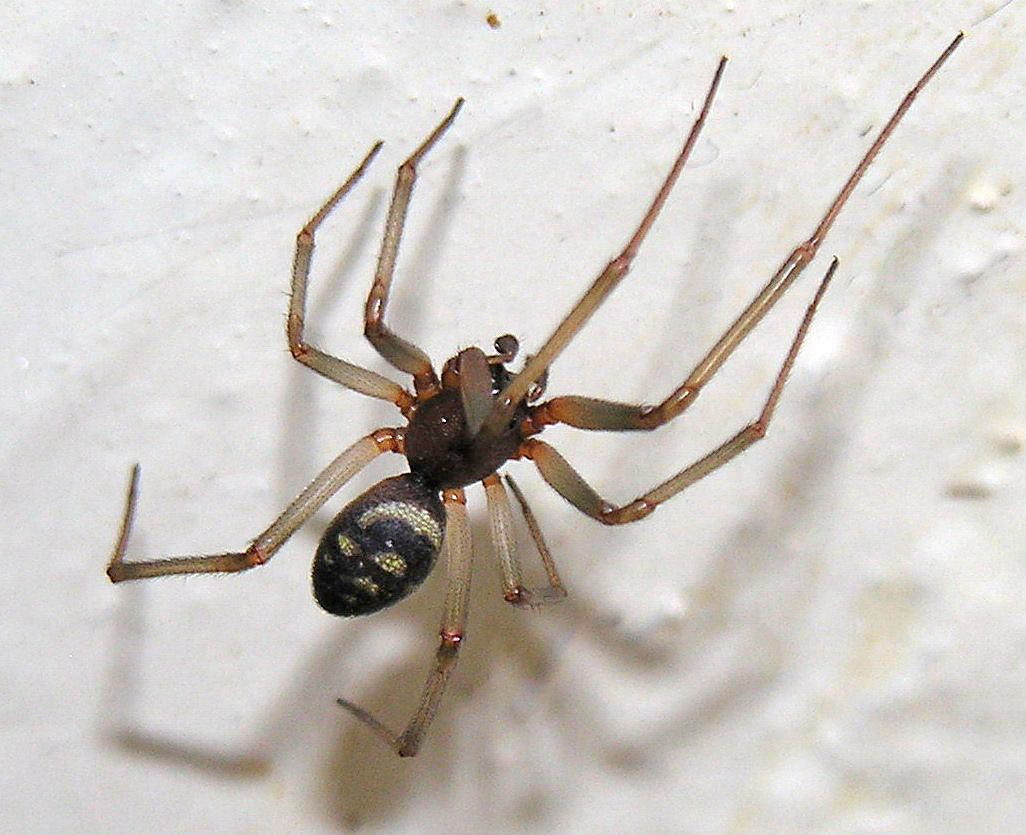
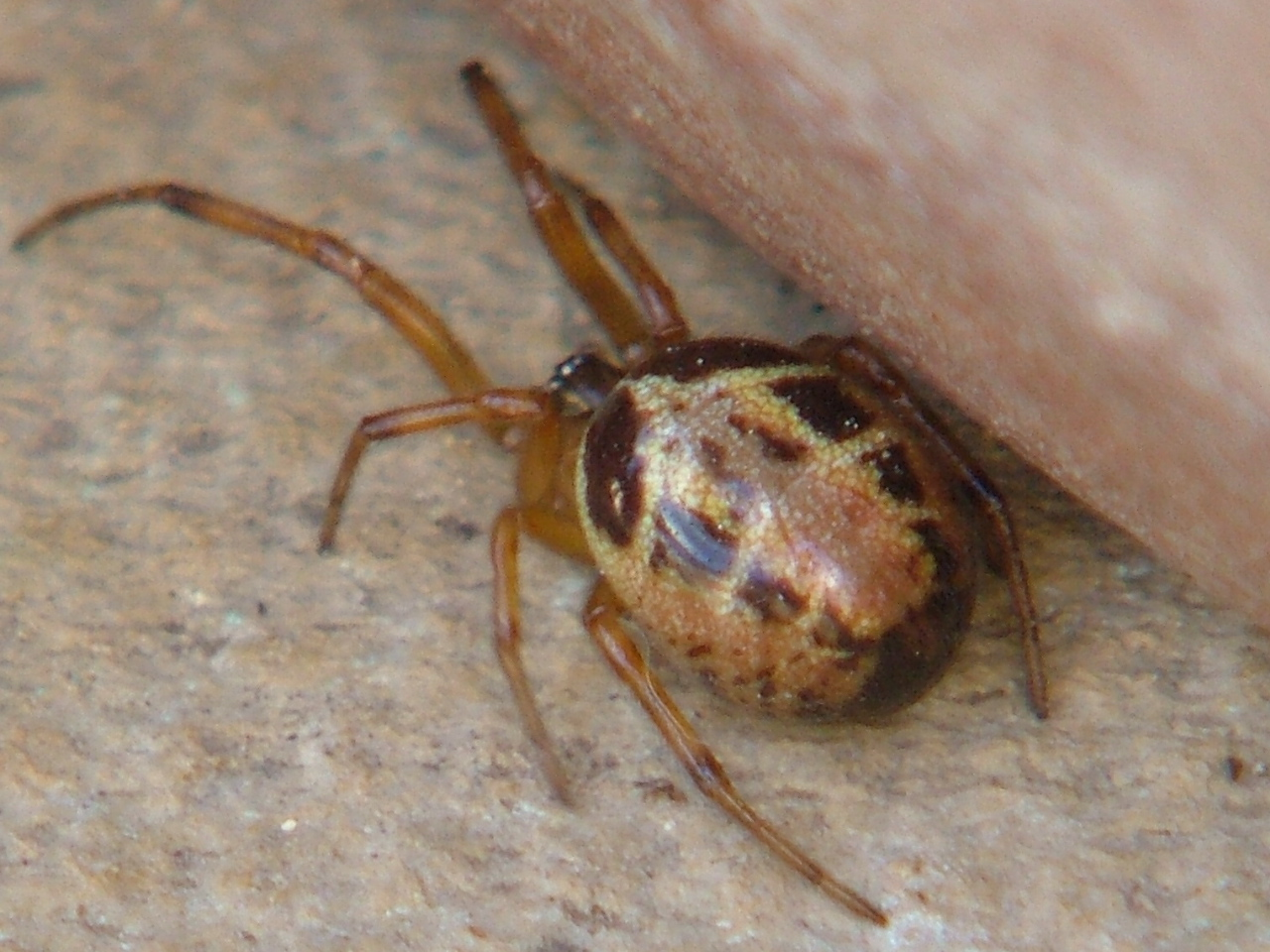
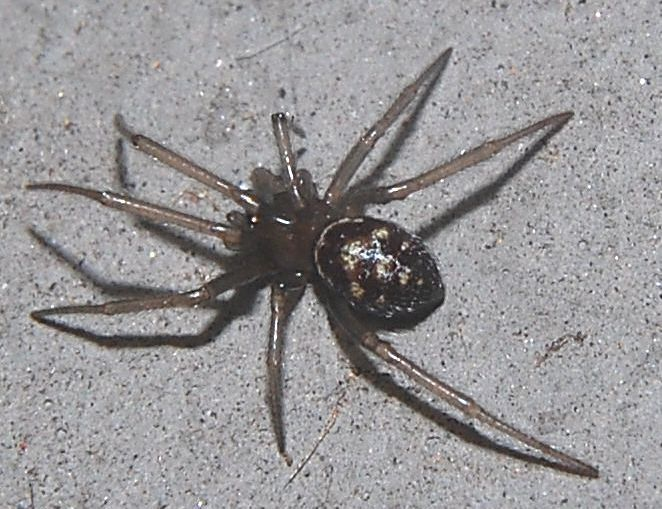
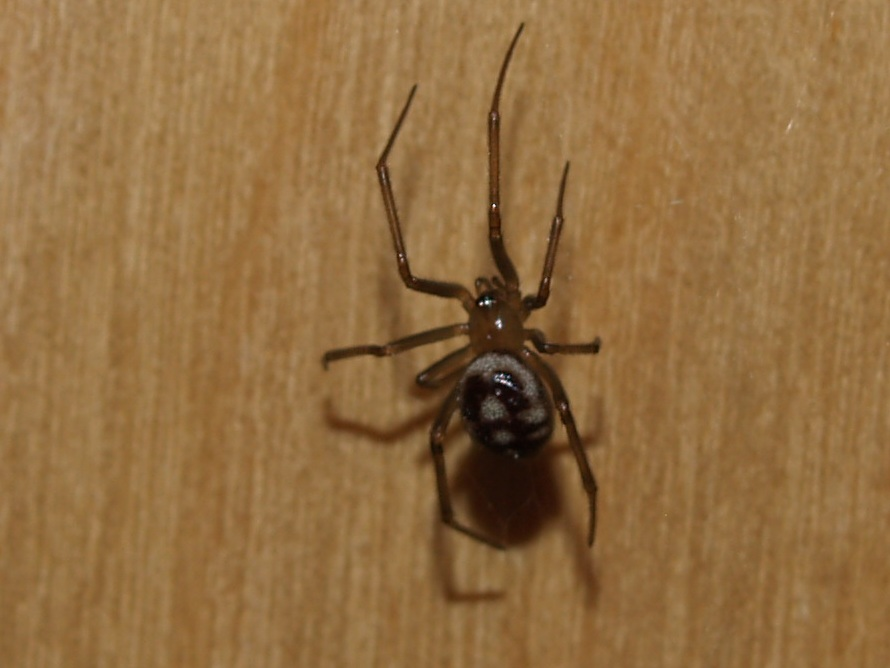

## Dottertaxa till vaxspindlar, i alfabetisk ordning[1][2]
- Steatoda adumbrata
- Steatoda aethiopica
- Steatoda alamosa
- Steatoda alboclathrata
- Steatoda albomaculata
- Steatoda americana
- Steatoda amurica
- Steatoda ancora
- Steatoda ancorata
- Steatoda andina
- Steatoda apacheana
- Steatoda atascadera
- Steatoda atrocyanea
- Steatoda autumnalis
- Steatoda badia
- Steatoda bertkaui
- Steatoda bipunctata
- Steatoda borealis
- Steatoda bradyi
- Steatoda brignolii
- Steatoda capensis
- Steatoda carbonaria
- Steatoda castanea
- Steatoda chinchipe
- Steatoda cingulata
- Steatoda connexa
- Steatoda craniformis
- Steatoda dahli
- Steatoda diamantina
- Steatoda distincta
- Steatoda ephippiata
- Steatoda erigoniformis
- Steatoda fagei
- Steatoda fallax
- Steatoda felina
- Steatoda foravae
- Steatoda fulva
- Steatoda grandis
- Steatoda grossa
- Steatoda gui
- Steatoda hespera
- Steatoda hui
- Steatoda iheringi
- Steatoda incomposita
- Steatoda italica
- Steatoda kiwuensis
- Steatoda kuytunensis
- Steatoda latifasciata
- Steatoda latrodectoides
- Steatoda lawrencei
- Steatoda lenzi
- Steatoda leonardi
- Steatoda lepida
- Steatoda linzhiensis
- Steatoda livens
- Steatoda longurio
- Steatoda mainlingensis
- Steatoda mainlingoides
- Steatoda marmorata
- Steatoda marta
- Steatoda maura
- Steatoda medialis
- Steatoda meridionalis
- Steatoda mexicana
- Steatoda micans
- Steatoda minima
- Steatoda moerens
- Steatoda moesta
- Steatoda morsitans
- Steatoda nahuana
- Steatoda nasata
- Steatoda ngipina
- Steatoda nigrimaculata
- Steatoda nigrocincta
- Steatoda niveosignata
- Steatoda nobilis
- Steatoda octonotata
- Steatoda palomara
- Steatoda pardalia
- Steatoda paykulliana
- Steatoda perakensis
- Steatoda perspicillata
- Steatoda phalerata
- Steatoda picea
- Steatoda porteri
- Steatoda pulchra
- Steatoda punctulata
- Steatoda quadrimaculata
- Steatoda quaesita
- Steatoda quinquenotata
- Steatoda retorta
- Steatoda rhombifera
- Steatoda rubrocalceolata
- Steatoda rufoannulata
- Steatoda sabulosa
- Steatoda sagax
- Steatoda saltensis
- Steatoda semideserta
- Steatoda seriata
- Steatoda singoides
- Steatoda sordidata
- Steatoda speciosa
- Steatoda subannulata
- Steatoda terastiosa
- Steatoda tigrina
- Steatoda tortoisea
- Steatoda transversa
- Steatoda trianguloides
- Steatoda triangulosa
- Steatoda tristis
- Steatoda truncata
- Steatoda ulleungensis
- Steatoda uncata
- Steatoda wangi
- Steatoda variabilis
- Steatoda variata
- Steatoda variipes
- Steatoda washona
- Steatoda vaulogeri
- Steatoda venator
- Steatoda violacea
- Steatoda xerophila
- Steatoda xishuiensis